# Jack Driscoll (giocatore di football americano)
Jack Driscoll (1º aprile 1997) è un giocatore di football americano statunitense che milita nel ruolo di offensive guard per i Philadelphia Eagles della National Football League (NFL).

## Carriera

### Philadelphia Eagles
Driscoll al college giocò a football a UMass (2016-2017) e all'Università di Auburn (2018-2019). Fu scelto nel corso del quarto giro (145º assoluto) del Draft NFL 2020 dai Philadelphia Eagles. Debuttò come professionista partendo come titolare nella gara del primo turno contro il Washington Football Team. La sua stagione da rookie si concluse con 11 presenze, di cui 4 come titolare.

### Miami Dolphins
Il 18 marzo 2024 Driscoll firmò con i Miami Dolphins. Fu svincolato il 28 agosto.

### Ritorno ai Philadelphia Eagles
Il 4 settembre 2024 Driscoll firmò con la squadra di allenamento dei Philadelphia Eagles.

## Palmarès
- Super Bowl : 1

Philadelphia Eagles: LIX
- National Football Conference Championship: 2

Philadelphia Eagles: 2022, 2024